# Macross
Macross (jap. マクロス, Makurosu) ist der Name eines langjährigen Mecha- und Space-Opera-Franchises von Mangas, Anime-Serien und -filmen, das mit der Produktion der ersten, etwa ein Jahr lang produzierten Serie Chōjikū Yōsai Macross (超時空要塞マクロス, engl. The Super Dimension Fortress Macross) im Jahre 1982 begann und mit der aktuellen Serie Macross Delta (マクロスΔ) fortgesetzt wird. Im Franchise spielt Musik eine große handlungsrelevante Rolle.
Ursprünglich war Macross mit Chōjikū Yōsai Macross neben Chōjikū Seiki Orguss und Chōjikū Kidan Southern Cross Teil einer von der japanischen Werbeagentur Big West Advertising gesponserten Science-Fiction-Reihe. Macross, von Shōji Kawamori aus dem Studio Nue in Zusammenarbeit mit Artland konzipiert, wuchs dabei auf ein Francise an das mehrere Fernsehserien, Kinofilme, OVAs, Mangas, Computerspiele, das Pen-&-Paper-Rollenspiel Macross II von Palladium Books, sowie weitere Fanartikel umfasst.

## Handlung
Im fiktiven Jahr 1999 stürzt ein extraterrestrisches, stadtgroßes Raumschiff auf die Erde ab. Die darin verborgene Technologie bringt für die Menschheit erstaunliche Erkenntnisse und beschleunigt deren Fortschritt immens. Jedoch wird die Weltbevölkerung nur im geringen Maße über die Vorkommnisse in Kenntnis gesetzt. Seit dem Absturz wird diese von einem Zusammenschluss unter den Vereinten Nationen regiert. Gegen diese Neuordnung gibt es jedoch auch erbitterten Widerstand, so dass die Welt in zwei militärische Großmächte zerfällt und es zu einem globalen Bürgerkrieg kommt.
In einem Ressourcen-vernichtenden Kampf suchen beide Seiten nach Möglichkeiten, auch nur kleinste Vorteile zu erarbeiten. Beide Fraktionen suchen daher im Jahr 2008 nach dem legendären „Vogelmenschen“, einem außerirdischen Gerät, dass darauf hinweist, dass die Evolution der Menschheit von einer außerirdischen Protokultur beeinflusst und vorangetrieben wurde. In diesem Konflikt werden die ersten „Variable Fighter“ eingesetzt, zu Kampfrobotern transformierbare Kampfflugzeuge, die durch ihre Wendigkeit den bisherigen Kampfjets überlegen sind. Diese neuen Waffen werden von beiden Fraktionen etwa zeitgleich in ihre Dienste gestellt. Bei Versuchen beider Parteien ihrerseits den Vogelmenschen, der in zwei Einzelteilen vorliegt, zu komplettieren, und von dessen Systemen sie zu lernen versuchen, wird dieser von den Emotionen einer einheimischen Inselbewohnerin erweckt.
Getrieben von dem Wissen nicht allein in den Weiten des Universums zu sein, gelingt es den Menschen das abgestürzte Raumschiff innerhalb von zehn Jahren wieder instand zu setzen und sich gegen eine mögliche außerirdische Bedrohung zu wappnen. Während dieser Zeit kommt es jedoch immer wieder zu Auseinandersetzungen zwischen den beiden Parteien der UN und der Anti-UN. Kurz vor dem Jungfernflug der rekonstruierten Macross erreicht die Kriegsflotte der Zentradi, die auf der Suche nach dem abgestürzten Raumschiff war, die Erde. Am Tag des geplanten Starts in den Weltraum verursacht eine automatische Verteidigungseinrichtung den Abschuss des Hauptgeschützes, welcher eine Erkundungseinheit der sich nähernden Zentradiflotte auslöscht. Die Zentradi, die sich im Glauben befinden, das Schiff würde von ihren Erzfeinden, den Protodeviln (プロトデビルン, Purōtōdebirun), kontrolliert werden, leiten daraufhin einen Angriff ein. Die Macross entkommt durch den ersten Einsatz des Überlichtantriebs, strandet aber im Orbit des Planeten Pluto als dieser Antrieb auf unerklärliche Weise spurlos verschwindet.
Es beginnt eine etwa einjährige Rückreise zur Erde, bei der die Besatzung immer wieder auf Verbände der Zentradi stößt und dabei die Übertechnologie des Schiffes kennen- und einzusetzen lernt. Während die Zentradi dabei von der Erde ablassen und ausschließlich das Raumschiff verfolgen, herrscht unter ihnen ein Konflikt zwischen denjenigen, welche die Menschen und ihre Kultur kennenlernen wollen – vor allem, da die Zentradi eine reine Kriegerrasse sind denen Kultur extrem fremdartig ist –, und denjenigen, die in dem Schiff eine Beute sehen, die es zu erlegen gilt. Über die Wegpunkte nahe dem Saturn und der Marsoberfläche kehrt die Macross nach Hause zurück, doch muss vor allem die Besatzung erkennen, dass man sie im Stich lässt, da alle Rückkehrer bereits vor einem Jahr für tot erklärt wurden.
Man hat das Verschwinden der Insel, auf der die Macross lag, zur Verschleierung des außerirdischen Angriffs als Attentat der Anti-UN propagiert, bei der die Insel komplett mit allen Bewohnern und der Macross zerstört wurde. In den folgenden Wochen kommt es schließlich zum offenen Ausbruch von Feindseligkeiten mit den Zentradi, an deren Ende die Erde unter einer Weltregierung steht und mit der angreifenden Zentradi-Flotte ein Frieden geschlossen wird. Gemeinsam geht man schließlich gegen den Oberbefehlshaber der Zentradi vor, der die Auslöschung der Menschen und ihrer Kultur plante.

## Konzeption

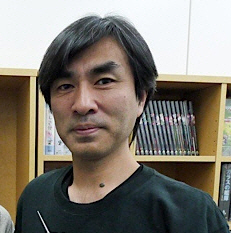
Shoji Kawamori

### Titel
Der Name des Komplexes wird auf eine Auseinandersetzung zwischen Big West Advertising, einer japanischen Werbeagentur und dem Studio Nue (insbesondere Shoji Kawamori) zurückgeführt. Im August 1981 wurden die grundlegenden Ideen für ein Drehbuch, einer auf 52 Folgen ausgelegten Mecha-Serie, festgehalten und unter dem Arbeitstitel Battle City Megaload festgeschrieben. Der Name kann aber ebenfalls als Battle City Megaroad übersetzt werden, da der japanische Projektname beide Transkriptionen zulässt. „Megaload“ bezieht sich hier auf ein großes Raumschiff, welches eine komplette Stadt beherbergt. Für die Übersetzung als „Megaroad“ spricht die lange Reise durch das Weltall, die das Raumschiff zurücklegen muss. Trotz dieses sehr passenden Wortspieles wollte der Sponsor das Raumschiff nach den von William Shakespeare erdachten Charakter Macbeth (マクベス, Makubesu) zu benennen. In einem Kompromiss einigte man sich auf Macross, da hier sowohl Ähnlichkeiten in der Aussprache zu Macbeth vorhanden sind, als auch die ursprüngliche Aussage des Wortspieles erhalten blieb. So leitet sich Macross aus den Begriffen „Macro“, für riesige Größe, und der zurückzulegenden Distanz (engl. to cross, „durchqueren“) ab.

### Themen und Motive
Wiederkehrende Elemente im Laufe der einzelnen Episoden sind sowohl die Großraumschiffe, allen voran das Raumschiff Macross, als auch die Variable Fighter – Kampfflugzeuge, die zu ähnlichen Verwandlungen fähig sind, die von den zur gleichen Zeit entstandenen Transformers-Spielzeugen bekannt waren, und teilweise oder komplett die Form eines Mech-Kampfroboters annehmen können, aber noch immer von Menschen gesteuert werden.
Zum Grundkonzept gehört dabei auch Musik, oft als konfliktlösendes Element, was sich auch darin äußert, dass Popidole tragende Rollen besitzen. Ein weiteres wiederkehrendes Element der Reihe ist, dass zwischen dem oder den Idolen und dem Protagonisten eine Dreiecksbeziehung entsteht. Gegenüber der Darstellung der Liebesbeziehung tritt oft sogar die Kriegsgeschichte in den Hintergrund.

## Veröffentlichungsgeschichte
Im Laufe der Zeit erschienen mehrere Fernsehserien, Kinofilme, OVAs und Mangas:
| Erstveröffentlichung | Titel                                                                                                 | Veröffentlichungsart | Zeitraum der Handlung |
| -------------------- | --- | -------------------- | --------------------- |
| 1982/83              | Chōjikū Yōsai Macross (超時空要塞マクロス)                                                            | Fernsehserie         | 1999 bis 2012         |
| 1983                 | Chōjikū Yōsai Macross                                                                                 | Roman                |                       |
| 1983                 | Yumemiru Prelude: My Fair Minmay (夢見るプレリュード My Fair Minmay)                                  | Roman                |                       |
| 1984                 | Hayase Misa: Shiroi Tsuioku (早瀬未沙 白い追憶)                                                       | Roman                |                       |
| 1984                 | Macross – The Movie                                                                                   | Kinofilm             | 2009                  |
| 1987                 | Chōjikū Yōsai Macross: Flash Back 2012 (超時空要塞マクロス Flash Back 2012)                           | OVA                  | 2012                  |
| 1992                 | Macross II: Lovers Again (超時空要塞マクロスII Lovers Again, Chōjikū Yōsai Makurosu II: Lovers Again) | OVA                  | 2089                  |
| 1992                 | Chōjikū Yōsai Macross II: Lovers Again                                                                | Roman                | 2089                  |
| 1993                 | Chōjikū Yōsai Macross II: Lovers Again                                                                | Manga                | 2089                  |
| 1994/95              | Macross Plus                                                                                          | OVA                  | 2040                  |
| 1994/95              | Macross 7 (マクロス7)                                                                                 | Fernsehserie         | 2045/46               |
| 1994–2001            | Macross 7: Trash (マクロス7 トラッシュ)                                                               | Manga                | 2046                  |
| 1994/5               | Valkyrie Rock (バルキリーロック)                                                                      | Manga                |                       |
| 1995                 | Macross Plus: Movie Edition                                                                           | Kinofilm             | 2040                  |
| 1995                 | Gekijōban Macross 7: Ginga ga Ore o Yonde Iru! (劇場版 マクロス7 「銀河がオレを呼んでいる！)          | Kinofilm             | 2046                  |
| 1995                 | Macross 7: Encore (マクロス7 アンコール)                                                              | OVA                  | 2046                  |
| 1996                 | Macross Plus                                                                                          | Roman                | 2040                  |
| 1997/98              | Macross Dynamite 7                                                                                    | OVA                  | 2047                  |
| 1998                 | Macross Dynamite 7: Mylene Beat (マクロス ダイナマイト7 ミレーヌビート)                               | Manga                |                       |
| 1999/2000            | Macross Dynamite 7                                                                                    | Roman                | 2047                  |
| 2000                 | Macross - True Love Song                                                                              | Spiel für WonderSwan |                       |
| 2002 bis 2004        | Macross Zero                                                                                          | OVA                  | 2008                  |
| 2007/08              | Macross Frontier (マクロスF)                                                                          | Fernsehserie         | 2059                  |
| 2008                 | Macross Frontier                                                                                      | Manga                |                       |
| 2008                 | Macross Frontier: Chōjikū Utahime Ranka (マクロスF 超次空歌巫女ランカ)                                | Manga                |                       |
| 2008                 | Macross Frontier: Dakishimete, Ginga no Hate made. (マクロスF 抱きしめて、銀河の果てまで。)           | Manga                |                       |
| 2009                 | Chōjikū Yōsai Macross: The First (超時空要塞マクロス THE FIRST)                                       | Manga                | 2009–2012             |
| 2009                 | Gekijōban Macross Frontier – Itsuwari no Utahime (劇場版 マクロスF 虚空歌姫〜イツワリノウタヒメ〜)    | Kinofilm             | 2059                  |
| 2011                 | Gekijōban Macross Frontier – Sayonara no Tsubasa (劇場版 マクロスF 恋離飛翼〜サヨナラノツバサ〜)      | Kinofilm             | 2059                  |
| 2016                 | Macross Delta (マクロスΔ)                                                                             | Fernsehserie         | 2067                  |

### Robotech
Aufgrund des Erfolgs der ersten Serie in Japan wurde diese von Harmony Gold für den amerikanischen Markt eingekauft. Carl Macek bearbeitete die ersten drei Folgen, die im September 1984 auf VHS auf dem Direct-to-Video-Markt in den USA erschienen. Die Veröffentlichung war jedoch, entgegen der Erwartung, nur von geringem Erfolg. Zuvor schon hatte der Spielzeughersteller Revell die Figuren aus Japan gekauft und unter dem Namen Robotech auf den Markt gebracht. Damit beide Unternehmen vom gegenseitigen Marketing profitieren und Harmony Gold von Revell Gewinnbeteiligung fordern konnten, sollte Macross unter dem bereits bekannten Titel ins amerikanische Fernsehen kommen. Die Länge der Serie von nur 36 Folgen war jedoch zu kurz für eine tägliche Ausstrahlung im Fernsehen. Um auf die erforderlichen 85 Folgen zu kommen, entschied Macek, die Anime-Fernsehserien Chōjikū Kidan Southern Cross und Kikō Sōseiki Mosupīda zusammen mit Macross zu einer neuen Serie zu vereinen. Beide umfassten 23 bzw. 25 Episoden, die zusätzliche Robotech-Folge 37 dient als Übergang zwischen der „Macross“-Handlung und der von „Southern Cross“. Alle drei Serien stammten vom gleichen Studio und hatten ähnliche Figuren und Hintergründe. Die Handlung und die Geschichte der Figuren wurde so verändert, dass sie in einander übergingen und jeweils eine andere Generation in der gleichen Welt zeigten. Für Revell hatte dies den Vorteil, dass auch Figuren zu den beiden anderen Serien verkauft werden konnten. Ab März 1985 wurde Robotech von diversen Regionalsendern in den USA gezeigt und später auch in viele andere Sprachen übersetzt.

## Wirkung und Bedeutung
Die erste Serie von Macross gehörte zu den erfolgreichsten ihrer Zeit in Japan, motivierte zur Produktion weiterer Science-Fiction- und insbesondere Mecha-Serien und war bedeutend bei der Entstehung der japanischen Fanszene bzw. Otaku-Szene. Zugleich waren bei der Produktion der Fernsehserie viele Neueinsteiger und Berufsanfänger beteiligt, die später weitere bedeutende Titel schufen, so Hideaki Anno und Shōji Kawamori. Auch führte das Franchise Musik und besonders Idol-Sängerinnen als ein Thema im Science-Fiction ein, das später andere Serien übernahmen. Darunter auch das mit Macross zu Robotech vereinte Kikō Sōseiki Mosupīda. Neben der ersten Serie waren auch die nachfolgenden, wie Macross Plus, in technischer Umsetzung, Musik und Themen einflussreich. Die Anime Encyclopedia nennt Macross neben Gundam und Star Blazers eine „der drei Säulen des Science-Fiction-Anime“. Zu den „vier großen Revolutionen des Anime“ wird Macross von Lawrence Eng gezählt. Sie sei das erste aus der Anime-Fanszene heraus entstandene Werk und setze sich mit der Themenwahl von den vorher rein auf Kampf fokussierten Mecha-Serien ab.
Mit der Veröffentlichung von Macross auf Video 1984 war das erste Mal, dass ein Anime offensiv mit seinem japanischen Ursprung beworben wurde. Dieser trat bei der Bearbeitung als Robotech jedoch wieder in den Hintergrund. In Form von Robotech wurde Macross zu einer der ersten Anime-Kult-Serien in den USA und prägte die Entstehung der dortigen Fanszene. Der Erfolg rührte auch daher, dass die Handlung und Themen von Robotech, mit Science-Fiction, Robotern und über viele Folgen laufenden Abenteuern, sich deutlich von den zeitgenössischen amerikanischen Serien abhoben und sich an ein älteres Publikum wandten. Einen breiten Erfolg hatte die Serie jedoch nicht und sie bedeutete auch keinen Durchbruch für Anime in Amerika, der erst in den 1990er Jahren folgte. Dies lag vor allem daran, dass Robotech als Zeichentrick von den Sendern als Produkt für Kinder vermarktet wurde und in diesem Segment die Erwartungen nicht erfüllen konnte. Die amerikanische Umsetzung wurde für ihre starke Bearbeitung viel kritisiert und ist besonders in der damaligen und älteren Fanszene umstritten. So schreibt Antonia Levi nicht nur von Protesten der Produktionsfirma über Schnitte und Verharmlosung zum Zwecke der Ausstrahlung im Kinderprogramm, sondern kritisiert selbst die amerikanische Umsetzung und Vermischung mit anderen Serien, die Macross die pazifistische Kernbotschaft und viele Zusammenhänge geraubt hätten. Allerdings hätte die Serie schon im Original keine besonders starke Handlung gehabt.